# Меттью Денні
Меттью Денні (англ. Matthew Denny, нар. 2 червня 1996) — австралійський легкоатлет, який спеціалізується в метанні диска.
до 2018 виступав також у метанні молота.

## Спортивні досягнення
Фіналіст (4-е місце) олімпійських змагань з метання диска (2022). Учасник олімпійських змагань з метання диска на Іграх-2016, де не пройшов далі кваліфікаційного раунду.
Фіналіст змагань з метання диска на двох чемпіонатах світу (2019, 2022), де обидва рази був шостим.
Чемпіон (2019) та срібний призер (2015) Універсіад у метанні диска.
Чемпіон Ігор Співдружності у метанні диска (2022).
Бронзовий призер Ігор Співдружності у метанні молота (2018).
Фіналіст (4-е місце у метанні диска) чемпіонату світу серед юніорів (2014).
Чемпіон світу (у метанні диска) та бронзовий призер (у метанні молота) чемпіонату світу серед юнаків (2013).
Багаторазовий чемпіон Австралії у метанні диска та молота.